# Whitstable
Whitstable è una stazione balneare di 30.195 abitanti, sulla costa nord-orientale della contea del Kent, in Inghilterra.
La cittadina è nota come "Perla del Kent" ed è famosa per le sue ostriche, alle quali è dedicata una sagra ("Oyster Festival") nel mese di luglio. Nel 1830 vi venne condotta una delle prime linee ferroviarie per passeggeri dalla "Canterbury and Whitstable Railway Company", che fece costruire nella cittadina un porto nel 1832.

## Geografia fisica

### Territorio
Whitstable si trova sulla costa nordorientale del Kent ad est dello stretto dello Swale, tra la costa del Kent e l'isola di Sheppey, nell'estuario del Tamigi. A sud si trovano le alture dei North Downs. La parte occidentale del territorio è costituita da terreni bassi e paludosi, sottoposti alle crescite di livello dello Swale e difesi da muri marini. Ad est la terra è leggermente più elevata, con alture digradanti sulla costa verso Tankerton.
A sud-est del centro abitato si trova l'area naturale protetta di "Duncan Down".
Dal punto di vista geologico il suolo è costituito da terreni argillosi propri del London Clay, una formazione geologica di origine marina dell'Ypresiano, che copre buona parte del Kent settentrionale..
La cittadina si trova a circa 8 km a nord di Canterbury, a circa 8 km a nord-est di Faversham e a 3 km ad ovest della cittadina costiera di Herne Bay.
I suburbi o villaggi di Tankerton, Swalecliffe e Chestfield si trovano ad est della città, quello di Seasalter ad ovest e quello di South Street a sud.

### Clima
Come nel resto del Kent orientale, la temperatura varia tra una media di 21 gradi centigradi in luglio ed agosto e di 1grado centigrado nei mesi di gennaio e febbraio, in media uno o due gradi più alte che la media nazionale
Le precipitazioni raggiungono i 728 mm annui, concentrati soprattutto nei mesi tra ottobre e gennaio.

## Storia
I ritrovamenti archeologici indicano una frequentazione dell'area già nel paleolitico (utensili in selce) e quindi nell'età del bronzo (cultura del vaso campaniforme) e nell'età del ferro (saline). In età romana sono presenti tracce di un'occupazione sparsa con fattorie e forse la presenza di una strada costiera.
In epoca sassone è testimoniata la produzione del sale in documenti dell'VIII e IX secolo, mentre una barca, conservata nelle paludi costiere, testimonia la presenza di un commercio costiero intorno all'anno 900..
La località è ricordata nel Domesday Book del 1086.
Il toponimo si evolse dalla forma di Witenestaple, attestata nel Domesday Book, a Witstapel (1184), a Whitstapl' (1226). Il nome attuale compare in documenti del 1610.
In quest'epoca il territorio si estendeva dalla costa al villaggio di Blean, a 5 km nell'interno, e comprendeva tre tenute (manors): Seasalter, appartenente al priorato di Christchurch, Swalecliffe, in possesso dell'abbazia di Sant'Agostino, e Northwood, retto da nobili inviati dal re. Vi si svolgevano attività di pesca (Seasalter) e di produzione del sale (Northwood), mentre nella foresta presso Blean erano allevati i maiali.
Nel 1325 fu costruito un muro marittimo a difesa delle paludi costiere di Sealsalter contro incursioni provenienti dal mare.
Nel 1413 le tre tenute erano state fuse in quella di Whitstaple, in possesso di una fondazione religiosa dell'Essex. Con l'abolizione delle proprietà religiose da parte del re Enrico VIII, ritornò in possesso reale. Nel 1574 una patente della regina Elisabetta I concedeva la raccolta delle ostriche ad alcuni personaggi, che a loro volta concedevano i diritti ai pescatori locali. Nello stesso anno alla tenuta furono annesse le terre di Tankerton: qui, sulla base di una patente reale del 1565 venne iniziata la produzione di vetriolo verde, basata sulla raccolta di piriti ferrose raccolte sulla spiaggia.
Nel 1736 venne costruita una strada a pedaggio ad uso dei viaggiatori che sbarcavano a Whitstable per visitare la cattedrale di Canterbury. La città usufruì delle facilità di trasporto e divenne una stazione balneare: del 1768 è la prima pubblicità per uno stabilimento, dotato di "bathing-machine", carri coperti a ruote alte che venivano condotti dalla spiaggia direttamente nell'acqua per consentire i bagni di mare alle signore con la necessaria privacy.
Nel 1790 il possedimento passò a privati, mentre il diritto di raccolta delle ostriche nel 1793 venne acquisito dalla "Oyster Company of Free Fishers and Dredgers".
Il 3 maggio del 1830 fu inaugurata la linea ferroviaria tra Whitstable e Canterbury, per una lunghezza di 10 km. La linea venne progettata da William James per conto della "Canterbury and Whitstable Railway Company" e la sua realizzazione cosò 83.000 sterline. I primi treni, con tre carrozze, furono trainati da funi per mezzo di motori fissi lungo i pendii e da una locomotiva costruita da Robert Stephenson per il resto del percorso.

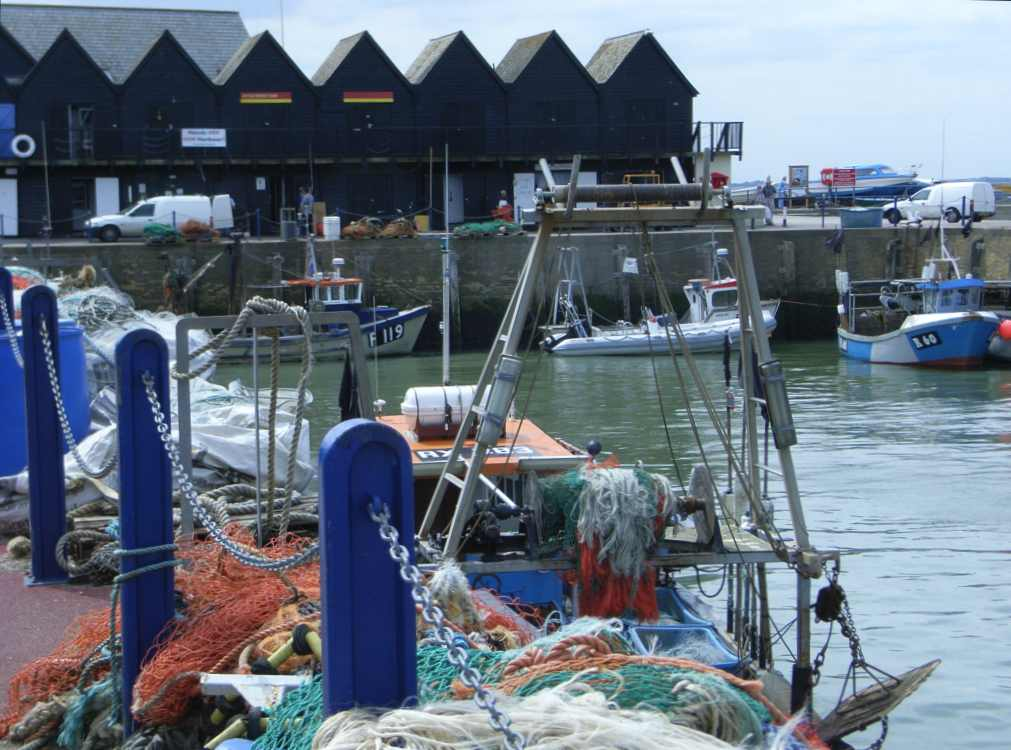
L'attuale porto di Whitstable

Nel 1832 la compagnia ferroviaria aprì un nuovo porto, che poteva ospitare 20 navi fino a 150 tonnellate di stazza, a cui arrivava direttamente la ferrovia, favorendo il trasporto delle merci. Al porto arrivava in particolare carbone proveniente dal Northumberland, che veniva trasferito a Canterbury oppure a Croydon e Reigate con la successiva estensione della linea ferroviaria della "South Eastern Railway". Presso il porto furono costruiti dei forni che trasformavano il carbone in coke, utilizzato per alimentare le locomotive, che furono demoliti nel 1892 con le loro ciminiere. Al loro posto fu costruita nel 1936 una fabbrica di asfalto.
Nel 1856 fu istituita a Whitstable dal reverendo Henry Barton l'organizzazione giovanile della "Naval Lads' Brigade", che dal 1904 prese il nome di "Sea Cade Corps".
Il 16 novembre del 1869 la città fu colpita da un vasto incendio che distrusse 71 edifici.
Il porto decadde nel secondo dopoguerra e il "Whitstable Urban District Council" lo acquistò con il proposito di rivitalizzarlo. La proprietà passò nel 1974 al "Canterbury City Council". Anche la produzione di ostriche declinò tra gli anni quaranta e settanta, a causa principalmente dell'inquinamento e mancanza di investimenti. La linea ferroviaria ottocentesca per Canterbury cessò il servizio nel 1953, ma circa il 40% del suo percorso venne mantenuto come sentiero e pista ciclabile, a cura dell'associazione "The Crab and Winkle Line Trust".

## Monumenti e luoghi d'interesse

### Luoghi di interesse architettonico o storico

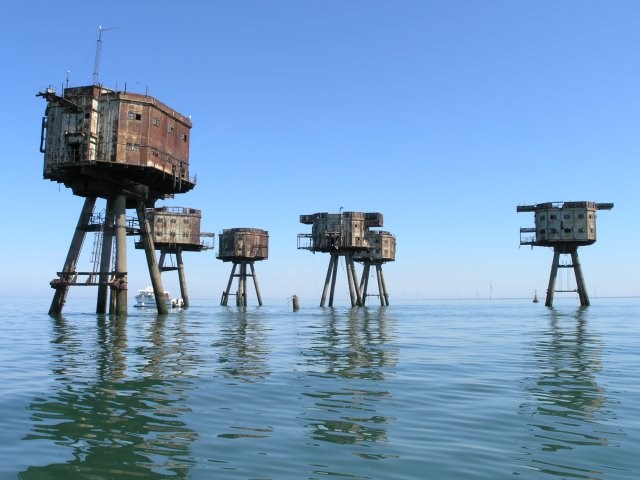
Forte marino della seconda guerra mondiale ("Maunsell Sea Fort").

- "Island Wall", la strada più vicina al mare, ha numerosi edifici della metà del XIX secolo (pub "The Old Neptune", "The Wall Tavern" e "Dollar Row Cottages", costruiti con i proventi di un salvataggio in mare di una nave che trasportava dollari d'argento. Nella strada inoltre è ospitata la "Favourite", uno degli ultimi velieri per la pesca delle ostriche, costruito nel 1824 e mantenuto dalla "Favourite Trust".
- "Squeeze Gut Alley" è uno dei molti passaggi a mare aperti tra le case come passaggi pubblici: la sua particolare strettezza consente di attraversarlo solo disponendosi di traverso.
- Mulino a vento di Borstal Hill, risalente al 1815 e oggi trasformato in un motel.
- In mare a circa 14 km dalla costa sono presenti alcune fortificazioni costruite durante la seconda guerra mondiale ("Maunsell Sea Forts").

Il "Whitstable Museum and Gallery" espone oggetti e ritratti relativi alle tradizioni marittime della città, con particolare riguardo alla pesca delle ostriche. La storia delle attività di pesca cittadine è inoltre illustrata presso la "Oyster and Fishery Eshibition".

### Luoghi di interesse naturalistico o paesaggistico
- Ai due lati del porto sono presenti in città spiagge di sabbia o di ciottoli. Sul lato est una diga naturale formata di ciottoli ("The Street"), scoperta solo con la bassa marea, si diparte ad angolo retto dalla costa inoltrandosi in mare per circa 700 m.
- Sulle Tankerton Slopes, le pendici delle colline che degradano verso il mare è presente una rara varietà di finocchio selvatico.

## Cultura

### Istruzione
- Scuola primaria: "Whitstable Junior School", "Westmeads Infant School", "Swalecliffe Community Primary School", "St Alphege CofE Primary School", "Joy Lane Junior School" and "Joy Lane Infant School", "Whitstable and Seasalter Church Of England Junior School", "St Mary's Catholic Primary Schoo"
- Scuola secondaria: "The Community College Whitstable" (prima del 1998 "Sir William Nottidge School")
- "Canterbury College @ Whitestable" è una sede distaccata del "Canterbury College, che offre brevi corsi di informatica per adulti; il "Whitstable Adult Education Center offre anche corsi di vario genere per adulti.

### Media
Esistono quattro quotidiani locali: Whitstable Gazette e KM Extra (del "Kent Messenger Group") e Whitstable Times e Canterbury Adscene del gruppo "Northcliffe Media", con testate sia cittadine, sia rivolte all'intero distretto.
La stazione radio locale dell'intero distretto è la KMFM for Canterbury Whitstable and Herne Bay, acquistata dal "Kent Messenger Group" nel settembre 1997 (in precedenza "CTFM".

### Attività culturali
La località possiede un teatro ("Playhouse") dove recita il gruppo teatrale dei "Lindley Players", che lo gestisce, ed altri gruppi teatrali locali, la "Playtime Theatre Company" e il gruppo dilettante del "Phoenix Theatre Group". Esistono anche gruppi dilettanti di musica e cori amatoriali.
L'unico cinema della città ("Imperial Oyster") è stato chiuso e sostituito da un caffè.

### Eventi
- "Oyster Festival" ("sagra dell'ostrica") in luglio per la durata di nove giorni. Inizia la domenica più prossima alla festa di san Giacomo, con una parata aperta dall'"approdo del pescato" e costituita dalla distribuzione delle ostriche in tutta la città da parte dei pescatori con carretti tirati da cavalli. Nelle altre giornate sono offerti numerosi intrattenimenti pubblici.
- Calendimaggio, che segna la fine della metà invernale dell'anno, è celebrato con la tradizionale parata di "Jack-in-the-green", ovvero un personaggio ricoperto da ghirlande e vegetazione. Seguono danze tradizionali inglesi in tutta la città, una fiera presso il castello di Whitstable e un albero della cuccagna.

### Romanzi e film ambientati
Una parte della novella di Sarah Waters Tipping the Velvet (1998) e la fiction televisiva della BBC da essa ispirata (2002), si svolge a Whitstable nell'epoca vittoriana.

## Geografia antropica

### Suddivisioni amministrative
La città appartiene al distretto di Canterbury, insieme alle città Canterbury e di Herne Bay.
Comprende cinque distretti elettorali (Tankerton, Seasalter, Chestfield e Swalecliffe, Gorrel e il distretto del porto), che insieme eleggono 50 rappresentanti presso il Canterbury City Council.

## Economia
L'attività ruota principalmente intorno al porto, sia per la pesca, sia per la lavorazione del pescato, sia per lo scarico e l'immagazzinaggio delle merci. Altre attività industriali sono localizzate o vicino al porto o all'esterno dell'abitato, in quartieri appositamente costruiti.
Il turismo ha una lunga tradizione e continua a costituire una risorsa, su cui punta anche il Canterbury City Council.
Come località balneare è stata scelta per residenza da numerosi pensionati e pertanto la percentuale di persone non attive è significativamente più alta che in altri luoghi. Molti residenti lavorano fuori della città.
Sulla costa è stata costruita una centrale eolica, con 30 pale alte 140 m, che produce elettricità sufficiente per circa 70.000 abitazioni.

## Infrastrutture e trasporti
La stazione ferroviaria di Whitstable è attualmente servita dalla "Chatham Main Line" tra la Victoria Station di Londra (a circa 1 ora e 20 minuti) e Ramsgate. Sullo stesso percorso è inoltre disponibile un servizio di autobus, fornito dal "National Express Group". Alcuni treni della linea arrivano alla stazione londinese di Cannon Street, presso la City.
Autobus del "Stagecoach Group", con frequenza ogni venti minuti, collegano Whitstable con le vicine Canterbury e Herne Bay.
La strada A299 (Thanet Way) va da Ramsgate a Faversham, dove si collega con l'autostrada M2 verso Strood, passando lungo la costa per Whitstable e Herne Bay.

## Amministrazione

### Gemellaggi
- Dainville
- Borken
- Říčany
- Albertslund
- Mölndal
- Sisimiut, collaborazione

## Sport
- Vela: "Whitstable Yacht Club", nato nel 1904.
- Sci nautico: ospita annualmente una competizione internazionale ("International Waterski Championships")
- Calcio: "Whitstable Town Football Club" (campo di Belmont)
- Rugby: "Whitstable Rugby Football Club (con due squadre)
- Piscina comunale, campi per vari sport.